# 皮山县直辖村镇
县直辖村镇，是中华人民共和国新疆维吾尔自治区和田地區皮山县下辖的一个乡镇级行政单位。

## 行政区划
县直辖村镇下辖以下地区：
台什克勒艾提热普村生活区和皮亚曼石榴基地生活区。